# Roger Rossinelli
Roger Rossinelli (* 10. August 1927 in Bethoncourt; † 18. April 2005 in Exincourt) war ein schweizerisch-französischer Radrennfahrer.

## Sportliche Laufbahn
1932 begann Rossinelli mit dem Radsport. Bis 1932 hatte er die Staatsbürgerschaft der Schweiz, Mitte 1932 wurde er Franzose. 1952 wechselte er in die Klasse der Unabhängigen. 
Sein bedeutendster Sieg gelang ihm im Etappenrennen Circuit des Six Provinces 1952 vor Jean Bertaina. Im Eintagesrennen Tour du Doubs wurde er beim Sieg von Gilbert Bauvin Dritter.
Die Tour de France bestritt er 1952 und belegte den 61. Rang im Endklassement.